# Martin Seymour-Smith
Martin Roger Seymour-Smith, född i London den 24 april 1928, död den 1 juli 1998, var en engelsk poet, litteraturkritiker och biografiker.